# 阿夫里耶莱蓬索
阿夫里耶莱蓬索（法語：Avrillé-les-Ponceaux，法語發音：[avʁije le pɔ̃so]）是法国安德尔-卢瓦尔省的一个市镇，位于该省西部偏北，属于希农区。

## 地理
阿夫里耶莱蓬索（47°23'40"N, 0°17'11"E）面积32.8 平方千米，位于法国中央-卢瓦尔河谷大区安德尔-卢瓦尔省，该省份为法国中西部省份，北起萨尔特省、东北接卢瓦-谢尔省，东南接安德尔省，南至维埃纳省，西临曼恩-卢瓦尔省。
与阿夫里耶莱蓬索接壤的市镇（或旧市镇、城区）包括：克莱雷莱潘、孔坦瓦尔、奥姆、图赖讷地区马济耶尔、拉唐河畔萨维涅、朗热。

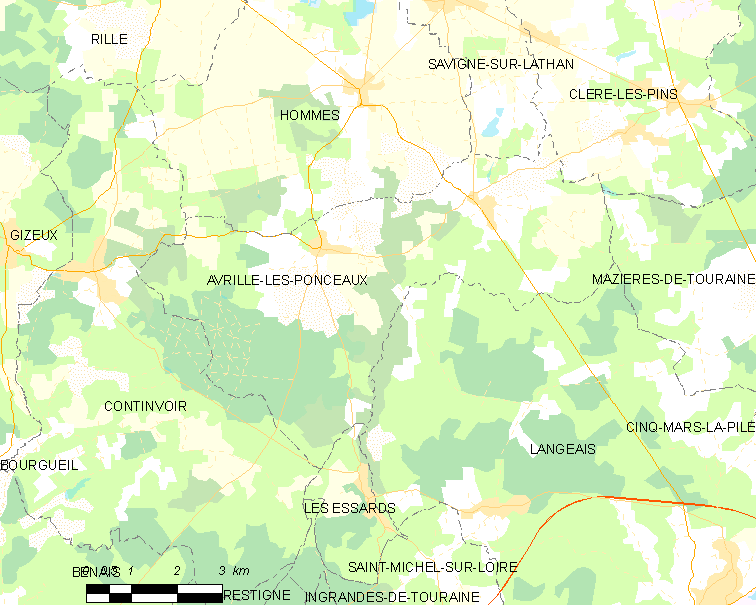
阿夫里耶莱蓬索的OSM定位图

阿夫里耶莱蓬索的时区为UTC+01:00、UTC+02:00（夏令时）。

## 行政
阿夫里耶莱蓬索的邮政编码为37340，INSEE市镇编码为37013。

## 政治
阿夫里耶莱蓬索所属的省级选区为朗热县。

## 人口

1962-2008年间阿夫里耶莱蓬索人口变化图示

阿夫里耶莱蓬索于2022年1月1日时的人口数量为475人。